# Річківська сільська рада (Білопільський район)
Річкі́вська сільська́ ра́да — колишній орган місцевого самоврядування в Білопільському районі Сумської області. Адміністративний центр — село Річки.

## Загальні відомості
- Населення ради: 2 144 особи (станом на 2001 рік)

## Населені пункти
Сільській раді підпорядковані населені пункти:
- с. Річки
- с. Баїха

## Склад ради
Рада складається з 16 депутатів та голови.
- Голова ради:
- Секретар ради: Турчин Ірина Григорівна

### Керівний склад попередніх скликань
| Прізвище, ім'я, по батькові | Основні відомості                                    | Дата обрання | Дата звільнення |
| --------------------------- | ---------------------------------------------------- | ------------ | --------------- |
| Солодовник Микола Іванович  | Сільський голова, 1962 року народження, безпартійний | 26.03.2006   | 31.10.2010      |

Примітка: таблиця складена за даними сайту Верховної Ради України